# Terrasse des Belles-Pierres
Die Terrasse des Belles-Pierres (französisch für Terrasse der schönen Steine) ist eine 12 m hohe und felsige Terrasse im Zentrum der Carrel-Insel im Géologie-Archipel vor der Küste des ostantarktischen Adélielands.
Französische Wissenschaftler benannten sie 1977.